# Billy Knott
Billy Steven Knott (Canvey Island, Inglaterra; 28 de noviembre de 1992) es un futbolista de Inglaterra. Juega como mediocampista y su equipo actual es el Concord Rangers de la National League South de Inglaterra.

## Selección nacional

### Participaciones en Copas del Mundo
| Mundial                     | Sede     | Resultado        | Partidos | Goles |
| --------------------------- | -------- | ---------------- | -------- | ----- |
| Copa Mundial Sub-20 de 2011 | Colombia | Octavos de final | 4        | 0     |

## Clubes
| Club                       | País       | Año           |
| -------------------------- | ---------- | ------------- |
| Sunderland AFC             | Inglaterra | 2011-2014     |
| AFC Wimbledon (cesión)     | Inglaterra | 2012          |
| Woking FC (cesión)         | Inglaterra | 2012-2013     |
| Wycombe Wanderers (cesión) | Inglaterra | 2013-2014     |
| Port Vale FC (cesión)      | Inglaterra | 2014          |
| Bradford City              | Inglaterra | 2014-2016     |
| Gillingham                 | Inglaterra | 2016-2017     |
| Lincoln City (cesión)      | Inglaterra | 2017          |
| Lincoln City               | Inglaterra | 2017-2018     |
| Rochdale (cesión)          | Inglaterra | 2018          |
| Concord Rangers            | Inglaterra | 2018-presente |